# 八旗都统衙门 (中华民国)
八旗都统衙门是中华民国北洋政府陆军部下辖机构。其前身是大清的八旗都统衙门，基于《清室优待条件》而在中华民国建立后保留，管理向旗人发放饷银等事务。该机构在国民革命军北伐消灭北洋政府后被裁撤。:553,555,556
清末北京的八旗都统衙门原址已作他用，不被北洋时期的八旗都统衙门所使用。:76-78最晚1915年（民国4年）时八旗都统衙门已如中华民国政府惯例改称公署，例如“正白旗蒙古公署”。值年旗制度也至少沿袭到北洋政府末年的1927年。